# العلاقات الأذربيجانية الأمريكية
العلاقات الأذربيجانية الأمريكية هي العلاقات الثنائية التي تجمع بين أذربيجان والولايات المتحدة.

## مقارنة بين البلدين
هذه مقارنة عامة ومرجعية للدولتين:
| وجه المقارنة                                              | أذربيجان        | الولايات المتحدة                                                                                                  |
| --------------------------------------------------------- | --------------- | --- |
| المساحة (كم2)                                             | 86.60 ألف       | 9.83 مليون |
| عدد السكان (نسمة)                                         | 10.00 مليون     | 311.58 مليون |
| الكثافة السكانية (ن./كم²)                                 | 115.47          | 31.7 |
| العاصمة                                                   | باكو            | واشنطن العاصمة |
| اللغة الرسمية                                             | اللغة الأذرية   | لغة إنجليزية |
| العملة                                                    | مانات أذربيجاني | دولار أمريكي |
| الناتج المحلي الإجمالي (بليون دولار)                      | 40.75 مليار     | 19.39 تريليون |
| الناتج المحلي الإجمالي (تعادل القوة الشرائية) بليون دولار | 171.56 مليار    | 18.04 تريليون |
| الناتج المحلي الإجمالي الاسمي للفرد دولار أمريكي          | 5.50 ألف        | 56.12 ألف |
| الناتج المحلي الإجمالي للفرد دولار أمريكي                 | 17.52 ألف       | 54.63 ألف |
| مؤشر التنمية البشرية                                      | 0.751           | 0.920 |
| رمز المكالمات الدولي                                      | +994            | +1 |
| رمز الإنترنت                                              | .az             | .us، حكومة، .mil، Edu.                                                                                            |
| المنطقة الزمنية                                           | ت ع م+04:00     | توقيت ساموا الأمريكية، توقيت أطلنطي موحد، منطقة زمنية وسطى، توقيت ألاسكا ‏، المنطقة الزمنية الجبلية، توقيت تشامرو ‏ |

## مدن متوأمة
في ما يلي قائمة باتفاقيات التوأمة بين مدن أذربيجانية وأمريكية:
- ترتبط باكو مع كريستيانستيد باتفاقية توأمة منذ 1989.[16][16][16][16]
- ترتبط لنكران مع مونتيري باتفاقية توأمة.
- ترتبط كنجه مع نيوآرك باتفاقية توأمة منذ 21 نوفمبر 2013.

## منظمات دولية مشتركة
يشترك البلدان في عضوية مجموعة من المنظمات الدولية، منها:
| علم المنظمة | اسم المنظمة                               | تاريخ انضمام أذربيجان | تاريخ انضمام الولايات المتحدة |
| ----------- | ----------------------------------------- | --------------------- | ----------------------------- |
|             | وكالة ضمان الاستثمار متعدد الأطراف        | 23 سبتمبر 1992        | 12 أبريل 1988                 |
|             | منظمة الأمن والتعاون في أوروبا            | 30 يناير 1992         | 25 يونيو 1973                 |
|             | الاتحاد الدولي للاتصالات                  | 10 أبريل 1992         | 1 يوليو 1908                  |
|             | يونسكو                                    | 3 يونيو 1992          | 4 نوفمبر 1946                 |
|             | الأمم المتحدة                             | 2 مارس 1992           | 24 أكتوبر 1945                |
|             | بنك التنمية الآسيوي                       | 1999                  | 1966                          |
|             | المركز الدولي لتسوية المنازعات الاستشارية | 18 أكتوبر 1992        | 14 أكتوبر 1966                |
|             | البنك الدولي للإنشاء والتعمير             | 18 سبتمبر 1992        | 27 ديسمبر 1945                |
|             | مؤسسة التمويل الدولية                     | 11 أكتوبر 1995        | 20 يوليو 1956                 |
|             | منظمة الشرطة الجنائية الدولية             | ?                     | ?                             |
|             | مؤسسة التنمية الدولية                     | 31 مارس 1995          | 24 سبتمبر 1960                |
|             | الاتحاد البريدي العالمي                   | ?                     | ?                             |
|             | منظمة حظر الأسلحة الكيميائية              | ?                     | ?                             |

## أعلام
هذه قائمة لبعض الشخصيات التي تربطها علاقات بالبلدين:
- حسن ستار (19 نوفمبر 1949 – )
- رضا بهلوي الثاني (سياسي إيراني، 31 أكتوبر 1960 – )
- روبرت فين (دبلوماسي أمريكي، 19 ديسمبر 1945[25] – )
- روس ويلسون (دبلوماسي من الولايات المتحدة الأمريكية، 1955 – )
- زكريا سيتشين (كاتب أمريكي سوفييتي أذربيجاني، 11 يوليو 1920[26][27] – 9 أكتوبر 2010[26][27])
- شمس بهلوي (28 أكتوبر 1917 – 29 فبراير 1996)
- شيرين هنتر (عالمة سياسية، 1945[28] – )
- علي بارتوفي (رائد أعمال من الولايات المتحدة الأمريكية، القرن العشرين – )
- فرح ديبا (إمبراطورة إيران السابقة والزوجة الثالثة لشاه إيران الأسبق محمد رضا بهلوي.، 14 أكتوبر 1938[29] – )
- كارلوس بينا فيغا (15 أغسطس 1989 – )
- كريستين فرازير (29 فبراير 1980 – )
- كوكوش (5 مايو 1950[30] – )
- ماثيو برايزا (دبلوماسي أمريكي، 16 فبراير 1964 – )
- نيما أركاني حامد (فيزيائي أمريكي، 5 أبريل 1972 – )
- يورا موفسيسيان (لاعب كرة قدم أرميني، 2 أغسطس 1987[31] – )

## وصلات خارجية
- موقع وزارة الخارجية الأذربيجانية
- موقع وزارة الخارجية الأمريكية